# Унгенский уезд
Унге́нский уезд (рум. județul Ungheni) — административно-территориальная единица Молдавии в 1999—2002 годах.

## История
В соответствии с административной реформой 1999 года, вся территория Молдавии вместо 40 районов разделялась на 9 (позже — 10) уездов и одно АТО.
Унгенский уезд был образован в результате объединения Каларашского, Ниспоренского и Унгенского районов Молдавии. Административным центром уезда стал город Унгены.
В 2002 году восстановлены все входившие в уезд районы, а сам уезд упразднён.